# 786
Năm 786 là một năm trong lịch Julius.